# نوربورن (میزوری)
نوربورن (به انگلیسی: Norborne) یک شهر در ایالات متحده آمریکا است که در شهرستان کرول، میزوری واقع شده‌است. نوربورن ۱٫۶۸ کیلومتر مربع مساحت و ۷۰۸ نفر جمعیت دارد و ۲۱۰ متر بالاتر از سطح دریا واقع شده‌است.